# Торо, Рэй
Рэймонд Мануэль Торо-Ортис (англ. Raymond Manuel Toro-Ortiz; родился 15 июля 1977 года) — американский соло-гитарист и бэк-вокалист рок-группы My Chemical Romance (2001-2013, 2019–н.в.).

## Биография
Рэй Торо родился 15 июля 1977 в городе Карни (в 6 км от города Ньюарк), штат Нью-Джерси. Он вырос в маленьком доме на границе между Карни и Харрисоном с родителями и двумя братьями.
Во время обучения в Kearny High School, Рэй начал интересоваться музыкой. Брат Торо познакомил его с некоторыми группами, гитаристы которых, оказали сильное влияние на Рэя. Он записался на уроки игры на гитаре, а также набрал уроки скорописания, чтобы улучшить ловкость рук.
Торо состоял в нескольких местных группах, наиболее успешными из которых были The Rodneys, которые основались в 1994 году и выпустили свой первый и единственный альбом "Soccertown USA" в 1998 году. Барабанщик The Rodneys, Мэтт Пелиcсьер также был в составе My Chemical Romance. Однако после окончания средней школы в 1995 году, Торо выбрал кино вместо музыки. Он записался на курс редактирования в William Paterson University, в Уэйне, штат Нью-Джерси, и его единственным музыкальным занятием была игра на барабанах в группе Dead Go West.
В интервью Rock Sound Рэй сказал, что «быть в группе не было моей мечтой. Я всегда хотел писать музыку. Мне больше нравится сам процесс написания, я никогда не думал, что быть в гастролирующей группе - это возможно. Мне нравится получать кучу кусочков и собирать их вместе, чтобы это приобрело смысл. Я снял небольшой фильм о парне, который одержим есть яйца каждый день. В конце концов он открывает коробку с яйцами и остается одно яйцо, которое он не может разбить, и это сводит его с ума ".

## Музыкальная карьера
Джерард Уэй через фронтмена The Rodneys Шона Диллона познакомился с Рэем в конце 1990-х годов. Торо согласился репетировать с ним и Пелиссьером, работая, в основном, на чердаке Мэтта. После того, как младший брат Джерарда Майки Уэй присоединился к группе в качестве басиста, были сформированы My Chemical Romance.
В 2007 году, Торо сыграл самого себя в фильме «Панк-рок Резня 2» с Фрэнком Айеро.
После выхода третьего альбома My Chemical Romance The Black Parade Рэя сравнивают с гитаристом Queen Брайаном Мэйем. Торо много упоминал, что Мэй оказал ключевое влияние на его стиль игры. Как сказал в одном из интервью Торо: «Я ценю [сравнения]. Брайан один из моих любимых гитаристов. Я просто обожаю его работу. Этот парень способен на все. Он может отвлечься, когда ему это нужно, затем написать шедевр. Он придумывает отличные сочетания, он отличный певец. Для меня большая честь сказать, что я играю как он, или что партии напоминают людям о Queen». My Chemical Romance исполнили часть своего концерта Reading and Leeds Festivals на фестивале 2011 года с Мэйем.
Рэй был ведущей силой в проекте #SINGItForJapan My Chemical Romance, который был посвящен поддержке тех, кто пострадал от землетрясения и цунами в Тохоку в 2011 году. Он организовал большую часть инструментов, чтобы создать звук, который подражал бы традиционной японской музыке. «SINGItForJapan» был выпущен 13 апреля 2011 года, и все вырученные средства ушли в Красный Крест.
My Chemical Romance выпустили четыре студийных альбома, два концертных альбома, шесть EP, 19 синглов, четыре видеоальбома, 15 музыкальных клипов, одно демо и имеют 11 оригинальных выступлений на других альбомах. Группа работала над пятым студийным альбомом до их распада.
24 мая 2013 года Рэй опубликовал сольную песню «Isn't That Something» в своем аккаунте SoundCloud и заявил, что трек был полностью сольным: «Я играл все. Пел все. Записал все. Все микшировал. Сам» через свой Twitter.
Позже в 2013 году Торо присоединился к группе Джеймса Дьюиса, Reggie and the Full Effect для тура в конце 2013 года, и внес свой вклад в альбом No Country for Old Musicians.
В 2014 году Рэй написал гитарную партию для десятого студийного альбома певца Вольтера, Raised by Bats.
1 января 2015 года он опубликовал новую песню под названием «For the Lost and Brave» на своем веб-сайте, упомянув в своем блоге Лилу Алкорн, трансгендерного подростка, совершившего самоубийство. В интервью Kerrang! журнал описал стиль песни как «ноющий синти-рок, наполненный духом «нас против мира»», и сообщил, что Рэй планирует выпустить свой дебютный сольный альбом позже в 2015 году; Торо также прокомментировал, что это был первый раз, когда он «сам писал тексты или песни».
18 ноября 2016 года Рэй выпустил свой дебютный альбом «Remember the Laughter», записав его преимущественно в своем доме с 2013 года.

## Влияние
Рэй Торо назвал двух самых влиятельных музыкантов гитариста хэви-метала Рэнди Роудса и музыканта хард-рока Брайана Мэя. Будучи подростком, он был большим поклонником Рэнди Роудса, потому что «он был одним из первых гитаристов, которых я помню, кто смешал классическую музыку с металлическим и хард-роковым стилем игры, и он сделал это со вкусом. Это действительно вдохновляло». Позже он начал слушать классического гитариста Андреса Сеговию и Кристофера Паркенинга. Он признался, что был одержим тем, как они брали классические пьесы и аранжировали их для одной гитары, что приводит к движущейся мелодии и басовым партиям, которые сочетаются вместе.
Несмотря на то, что он объявил себя «музыкальным снобом», когда дело доходит до современных артистов, он высоко оценил работу Muse. Он сказал, что он в основном слушает ту же музыку, что и в молодости, и наслаждается процессом обнаружения мелодий или нюансов, которые он не мог заметить в юности, получая новое впечатление от музыки.
Торо признает своего старшего брата огромным влиянием, будучи человеком, который купил ему свою первую настоящую гитару и показал, как на ней играть. Он открыл Рэю игру на гитаре и познакомил его с такими группами, как Led Zeppelin, The Beatles, Jimi Hendrix, The Doors, а также с Motley Crue и Metallica.
Первый CD, который он купил, был Cowboys from Hell от Pantera.

## Личная жизнь
Рэй женился на Кристе в ноябре 2008 года, во время перерыва My Chemical Romance между The Black Parade и Danger Days: The True Lives of the Fabulous Killjoys. У них есть один сын, родившийся в ноябре 2012 года.

## Дискография

### The Rodneys
- Soccertown U.S.A. (Sellout Soon Records) (1997)[21][22]

### My Chemical Romance
- I Brought You My Bullets, You Brought Me Your Love (2002)
- Three Cheers for Sweet Revenge (2004)
- The Black Parade (2006)
- Danger Days: The True Lives of the Fabulous Killjoys (2010)

### Reggie and the Full Effect
- No Country for Old Musicians (2013)

### Синглы
- "Isn't That Something" (2013)
- "For the Lost and Brave" (2015)
- "Tired of Sex" (Weezer cover) (2015)
- "Hope for the World" (2016)

### Сольные альбомы
- Remember the Laughter (2016)

## Производственная работа
- 2011 – My Chemical Romance – iTunes Festival: London 2011 (микширование)
- 2012 – The Architects – Live in Los Angeles (микширование)
- 2013 – The Architects – Border Wars Episode I (микширование одного трека)